# Situla

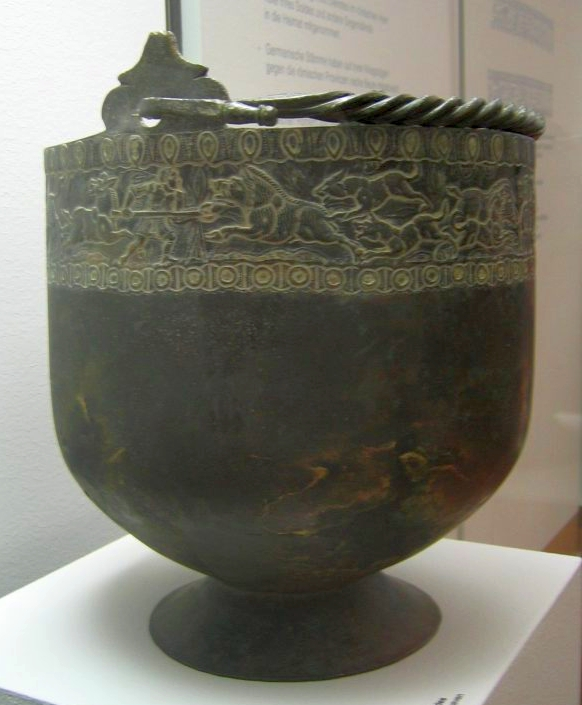
Rzymska situla z II lub III wieku n.e. znaleziona na terenie Niemiec, zwana wiadrem z Hemmoor

Situla – duże naczynie używane w starożytności, wykonane przeważnie z brązu, będące odpowiednikiem dzisiejszego wiadra. Situle były spotykane również w średniowieczu.
W starożytności situle miały zwykle kształt koniczny (odwrócony ścięty stożek), jeden kabłąkowaty uchwyt, bogatą dekorację rytą i trybowaną ujętą w poziome kręgi. Produkowano je na terenie Italii i południowo-wschodniej Europy w okresie halsztackim i lateńskim. Służyły do czerpania i noszenia wody, a także były wykorzystywane w obrzędach rytualnych. Rozpowszechnione były w wielu rejonach Europy, aż po Skandynawię. 
Dotarły one również na ziemie polskie – brązową situlę z żelaznym kabłąkiem pochodzenia italskiego odkryto w grobie wojownika kultury przeworskiej w Zubowicach koło Zamościa, datowanym na przełom II i I wieku p.n.e. Inny egzemplarz, datowany na około 2500 lat i pochodzący z obszaru dzisiejszych Węgier, odkryty został w Brzozowcu. Zobaczyć można go w Izbie Regionalnej w Namysłowie.